# Abbaye Notre-Dame de Corneville
L'abbaye Notre-Dame de Corneville est une ancienne abbaye augustinienne située à Corneville-sur-Risle dans l'Eure, anciennement dans le diocèse de Rouen.
L'abbaye (vestiges) est partiellement protégée au titre des monuments historiques.

## Historique

### Fondation
L'abbaye Notre-Dame est fondée en 1180 sur la base d'un prieuré donné par Gilbert, seigneur de Corneville, pour accueillir les moines de Saint-Vincent-aux-Bois en 1143, neveu de Galéran IV de Meulan.
L'église est consacrée par l'archevêque de Rouen Hugues le 3 septembre 1147.

### Historique
L'abbaye est ravagée par un incendie le 8 août 1287. « La misère y persévère longtemps ».
Le 17 mars 1659, l'arrivée des chanoines réformés de la Congrégation de France marque le début de la reconstruction et du retour à la discipline. Elle constitue ainsi la seule abbaye génovéfaine en Normandie.
Des fouilles archéologiques réalisées en 1985 indiquent que les églises paroissiale contemporaine et abbatiale (transept et chevet, disparus) étaient partagées entre les paroissiens et les abbés.

### Les abbés
34 abbés sont dénombrés ; le nom du dernier abbé régulier est Jean de Fay qui résigne en 1544, suivi du premier abbé commendataire Raoul du Mont. Suivent :
- Bénigne Leclerc de Fleurigny (abbé de Cormeilles);
- 9 juillet 1577 : Goufin de Malepièce (fin en 1616[4]);
- 1616 : André de Bigars de La Londe ;
- 1638 : Alexandre Bichi ;
- Jean Baptiste Gaston Savary de Brèves (abbé de Grestain en 1643), apparenté à François Savary de Brèves;
- Louis d'Esmé de la Chesnaye ;
- Louis d'Esmé de la Chesnaye, son neveu ;
- 9 juillet 1731 : François Alexis Jubert de La Bastide de Châteaumorand ;
- Pierre-François Lafitau ;
- juin 1764 : Jean du Lau d'Allemans[5] ;
- 1765 : François Boros de Gamanson.

## Protection
Les « éléments subsistants de l'ensemble claustral : ailes Sud et Est du cloître, y compris l'angle Sud-Est, ainsi que les sols du cloître, et l'emprise foncière de l'église abbatiale disparue avec les vestiges enfouis connus ou à découvrir » font l'objet d'une inscription par arrêté du 26 novembre 1992.